# Motomami World Tour
A Motomami World Tour foi a terceira turnê da cantora espanhola Rosalía, em apoio ao seu terceiro álbum de estúdio, Motomami (2022). Promovida pela Live Nation, percorreu auditórios e arenas internas em toda a Europa e nas Américas, marcando a primeira grande turnê de Rosalía. A turnê começou em 6 de julho de 2022 em Almería, Espanha, terminando em 18 de dezembro em Paris, França.

## Antecedentes
Rosalía lançou seu terceiro álbum de estúdio, Motomami, em 18 de março de 2022. O álbum de reggaeton alternativo tornou-se o primeiro grande lançamento de Rosalía após o reconhecimento internacional que El mal querer lhe trouxe. Foi um sucesso de crítica e comercial, entrando nas paradas em muitos países, alcançando o top 40 dos Estados Unidos e Reino Unido. O gerente de turnê Agustín Boffi havia revelado anteriormente durante a conferência de música Bime Pro em Bilbau em outubro de 2021 que Rosalía embarcaria em uma "turnê mundial em 2022" que havia sido preparada "por mais de um ano". Boffi também revelou que a equipe da turnê seria expandida para "mais de 150 pessoas" em comparação com as 40 pessoas que estavam trabalhando em seu ciclo de shows anterior. Os ensaios iniciais começaram em janeiro de 2022, enquanto as práticas de dança começaram em abril em Barcelona. Os ensaios finais foram realizados no Sant Jordi Club, onde um show privado foi realizado para alguns fãs selecionados em 2 de julho.
A turnê foi anunciada pela primeira vez com 44 datas em abril de 2022, com ingressos à venda para fãs norte-americanos em 21 de abril para portadores de cartões American Express e para fãs europeus no dia seguinte. A turnê começou em Almería, Espanha, em 6 de julho de 2022, e deve terminar em Paris, França em 18 de dezembro de 2022. Shows adicionais foram anunciados em Barcelona, Los Angeles, Madrid e Nova Iorque. Devido à grande demanda, o show de São Paulo foi transferido da Tokio Marine Hall para o Espaço Unimed, um local de tamanho duplo. Shows adicionais na Cidade do México e Buenos Aires foram anunciados, respectivamente, em abril e maio.

## Repertório
O repertório abaixo é constituído do concerto realizado em 9 de julho de 2022 no Estádio de La Cartuja, em Sevilha, Espanha, não sendo representativo de todas as apresentações.
1. "Saoko"
2. "Candy"
3. "Bizcochito"
4. "La Fama"
5. "Dolerme"
6. "De Aquí No Sales" / "Bulerías"
7. "Motomami"
8. "G3 N15"
9. "Linda"
10. "La Noche de Anoche"
11. "Diablo"
12. "Hentai"
13. "Pienso En Tu Mirá"
14. "Perdóname" (cover de La Factoría e Eddy Lover)
15. "De Plata"
16. "ABCDEFG"
17. "La Combi Versace"
18. "Relación (Remix)" / "TKN" / "Yo x Ti, Tu x Mi" (contém elementos de "Papi Chulo" de Lorna e "Gasolina" de Daddy Yankee)
19. "Despechá"
20. "Aislamiento"
21. "Blinding Lights (Remix)"
22. "Dinero y Libertad"
23. "Como Un G"
24. "Malamente"
25. "LAX" (interlude)
26. "Delirio de Grandeza"
27. "Con Altura"
28. "Chicken Teriyaki"
29. "Sakura"
30. "CUUUUuuuuuute"

- As canções "Aislamiento", "Dinero y libertad" e "LAX" ainda não foram lançadas.
- Durante o show em Almería, a faixa inédita "LAX" não foi apresentada.
- Durante os shows em Granada, Fuengirola, o primeiro em Madri e o segundo na Cidade do México, "De plata" não foi apresentada.
- Durante o primeiro show em Barcelona, Rosalía cantou uma versão a capella de "Milionària" no decorrer de "ABCDEFG".
- Durante o show em Palma, Rosalía estava doente por isso não cantou "Perdóname", "De plata", "Delirio de grandeza", "Chicken Teriyaki" e "Sakura".

## Datas
| Data                       | Cidade           | País                 | Local                                  | Atos de Abertura | Público                    | Receita          |
| Etapa 1 — Europa           | Etapa 1 — Europa | Etapa 1 — Europa     | Etapa 1 — Europa                       | Etapa 1 — Europa | Etapa 1 — Europa           | Etapa 1 — Europa |
| -------------------------- | ---------------- | -------------------- | -------------------------------------- | ---------------- | -------------------------- | ---------------- |
| 6 de julho de 2022         | Almeria          | Espanha              | Recinto Ferial                         | —                | 6,969 / 8,483 (82,15%)     | US$476,698       |
| 9 de julho de 2022         | Sevilha          | Espanha              | Estádio de La Cartuja                  | —                | 15,254 / 18,758 (81,32%)   | US$991,360       |
| 12 de julho de 2022        | Granada          | Espanha              | Plaza de Toros                         | —                | 7,442 / 7,442 (100%)       | US$506,814       |
| 14 de julho de 2022        | Málaga           | Espanha              | Marenostrum Music Castle               | —                | 12,364 / 15,982 (77,36%)   | US$793,165       |
| 16 de julho de 2022        | Valência         | Espanha              | Auditorio Marina Sur                   | —                | 15,357 / 17,919 (85,70%)   | US$1,107,086     |
| 19 de julho de 2022        | Madrid           | Espanha              | WiZink Center                          | —                | 30,202 / 30,202 (100%)     | US$2,044,525     |
| 20 de julho de 2022        | Madrid           | Espanha              | WiZink Center                          | —                | 30,202 / 30,202 (100%)     | US$2,044,525     |
| 23 de julho de 2022        | Barcelona        | Espanha              | Palau Sant Jordi                       | —                | 35,490 / 35,490 (100%)     | US$2,263,939     |
| 24 de julho de 2022        | Barcelona        | Espanha              | Palau Sant Jordi                       | —                | 35,490 / 35,490 (100%)     | US$2,263,939     |
| 27 de julho de 2022        | Bilbau           | Espanha              | Bizkaia Arena                          | —                | 13,599 / 16,114 (84,39%)   | US$903,305       |
| 29 de julho de 2022        | Corunha          | Espanha              | Coliseum da Coruña                     | —                | 7,988 / 7,988 (100%)       | US$516,687       |
| 1 de agosto de 2022        | Palma            | Espanha              | Son Fusteret                           | —                | 8,999 / 8,999 (100%)       | US$636,564       |
| Etapa 2 — América Latina   |                  |                      |                                        |                  |                            |                  |
| 14 de agosto de 2022       | Cidade do México | México               | Auditório Nacional                     | —                | 19,161 / 19,161 (100%)     | US$1,235,436     |
| 15 de agosto de 2022       | Cidade do México | México               | Auditório Nacional                     | —                | 19,161 / 19,161 (100%)     | US$1,235,436     |
| 17 de agosto de 2022       | Guadalajara      | México               | Auditorio Telmex                       | —                | 7,902 / 7,943 (99,48%)     | US$628,703       |
| 19 de agosto de 2022       | Monterrei        | México               | Auditorio Citibanamex                  | —                | 6,668 / 6,679 (99,84%)     | US$573,013       |
| 22 de agosto de 2022       | São Paulo        | Brasil               | Espaço Unimed                          | —                | 8,594 / 8,594 (100%)       | US$607,526       |
| 25 de agosto de 2022       | Buenos Aires     | Argentina            | Movistar Arena                         | Bresh            | 25,740 / 31,001 (83,03%)   | US$1,522,966     |
| 26 de agosto de 2022       | Buenos Aires     | Argentina            | Movistar Arena                         | Bresh            | 25,740 / 31,001 (83,03%)   | US$1,522,966     |
| 28 de agosto de 2022       | Santiago         | Chile                | Movistar Arena                         | ICZ              | 15,506 / 15,506 (100%)     | US$795,162       |
| 31 de agosto de 2022       | Bogotá           | Colômbia             | Movistar Arena                         | —                | 10,732 / 11,385 (94,27%)   | US$594,775       |
| 3 de setembro de 2022      | La Romana        | República Dominicana | Altos De Chavón                        | —                | 5,796 / 5,796 (100%)       | US$460,747       |
| 9 de setembro de 2022      | San Juan         | Porto Rico           | José Miguel Agrelot Coliseum           | —                | 12,283 / 13,593 (90,36%)   | US$897,410       |
| Etapa 3 — América do Norte |                  |                      |                                        |                  |                            |                  |
| 15 de setembro de 2022     | Boston           | Estados Unidos       | MGM Music Hall                         | —                | 4,652 / 4,916 (94,63%)     | US$400,989       |
| 18 de setembro de 2022     | Nova Iorque      | Estados Unidos       | Radio City Music Hall                  | —                | 11,544 / 11,544 (100%)     | US$1,224,263     |
| 19 de setembro de 2022     | Nova Iorque      | Estados Unidos       | Radio City Music Hall                  | —                | 11,544 / 11,544 (100%)     | US$1,224,263     |
| 23 de setembro de 2022     | Toronto          | Canadá               | Budweiser Stage                        | —                | 7,667 / 8,871 (86,43%)     | US$542,478       |
| 26 de setembro de 2022     | Washington, D.C. | Estados Unidos       | The Anthem                             | —                | 6,000 / 6,000 (100%)       | US$553,258       |
| 28 de setembro de 2022     | Chicago          | Estados Unidos       | Byline Bank Aragon Ballroom            | —                | 4,901 / 4,901 (100%)       | US$402,201       |
| 2 de outubro de 2022       | San Diego        | Estados Unidos       | CalCoast Credit Union Open Air Theatre | —                | 4,720 / 4,720 (100%)       | US$500,930       |
| 4 de outubro de 2022       | São Francisco    | Estados Unidos       | Bill Graham Civic Auditorium           | —                | 8,507 / 8,507 (100%)       | US$765,305       |
| 7 de outubro de 2022       | Inglewood        | Estados Unidos       | YouTube Theater                        | —                | 11,699 / 11,699 (100%)     | US$1,450,359     |
| 8 de outubro de 2022       | Inglewood        | Estados Unidos       | YouTube Theater                        | —                | 11,699 / 11,699 (100%)     | US$1,450,359     |
| 12 de outubro de 2022      | Houston          | Estados Unidos       | 713 Music Hall                         | —                | 5,058 / 5,058 (100%)       | US$437,422       |
| 14 de outubro de 2022      | Irving           | Estados Unidos       | Toyota Music Factory                   | —                | 5,952 / 8,023 (74,18%)     | US$478,837       |
| 17 de outubro de 2022      | Atlanta          | Estados Unidos       | Coca-Cola Roxy                         | —                | 3,607 / 3,607 (100%)       | US$339,968       |
| 22 de outubro de 2022      | Miami            | Estados Unidos       | MANA Wynwood                           | —                | —                          | —                |
| Etapa 4 — Europa           |                  |                      |                                        |                  |                            |                  |
| 25 de novembro de 2022     | Braga            | Portugal             | Altice Forum                           | —                | 11,444 / 11,444 (100%)     | US$567,766       |
| 27 de novembro de 2022     | Lisboa           | Portugal             | Altice Arena                           | —                | 19,002 / 19,002 (100%)     | US$888,048       |
| 1 de dezembro de 2022      | Milão            | Itália               | Mediolanum Forum                       | —                | 10,146 / 10,146 (100%)     | US$535,363       |
| 4 de dezembro de 2022      | Berlim           | Alemanha             | Velódromo                              | —                | 7,872 / 7,872 (100%)       | US$428,310       |
| 7 de dezembro de 2022      | Düsseldorf       | Alemanha             | Mitsubishi Electric Halle              | —                | 7,187 / 7,187 (100%)       | US$398,453       |
| 10 de dezembro de 2022     | Amsterdã         | Países Baixos        | AFAS Live                              | —                | 6,019 / 6,019 (100%)       | US$345,725       |
| 12 de dezembro de 2022     | Bruxelas         | Bélgica              | Forest National                        | —                | 8,388 / 8,388 (100%)       | US$484,072       |
| 15 de dezembro de 2022     | Londres          | Reino Unido          | The O2 Arena                           | —                | 14,752 / 14,752 (100%)     | US$1,083,667     |
| 18 de dezembro de 2022     | Paris            | França               | Accor Arena                            | —                | 15,540 / 15,540 (100%)     | US$1,048,470     |
| Total                      | Total            | Total                | Total                                  | Total            | 440,703 / 465,232 (94,73%) | US$30,431,765    |

## Equipe
- Coreografia: Mecnun Giasar, Jacob Jonas
- Dançarinos: Jaxon Willard, Chandler, Oscar Ramos, Antonio Spinelli, Stanley Glover, Daniel Muñoz, Mykee Moves, Eddy Soares, Sam Vázquez, Jal Joshua, Jesse Johnson, Jovanni Christian Soto, Yai Ariza e Mario D Harris.
- Direção criativa: Ferran Echegaray, Pilar Vila Tobella
- Design de iluminação: Jesse Blevins
- Design de som: José María Mourin Pérez
- Programador D3: Omar Mohamed Luis
- Teclados: Llorenç Barceló